# Грунд, Норберт
Норберт Грунд (чеш. Norbert Grund; 4 декабря 1717, Прага, Священная Римская империя — 17 июля 1767, там же) — чешский художник, писавший картины в стиле позднего барокко и рококо.

## Биография
Родился в Праге. Род Грундов происходил из северо-западной Чехии. Братья художника были музыкантами. Отец Норберта, Христиан Грунд, был его первым учителем рисования. Он служил в качестве придворного художника у Коловратов.
В 1738 году Норберт написал свою первую картину. Затем он работал при дворах в Вене, Венеции и Вюрцбурге. Большое влияние на творчество художника оказало чешское барокко и творчество немецких художников-миниатюристов, венского художника Франца де Паулы Ферга и венецианских живописцев, писавших городские пейзажи, а позднее творчество живописцев французского рококо.
В 1753 году Норберт присоединился к гильдии живописцев в Мала-Стране. Его творчество развивалось под влиянием забот о благополучии своей семьи. Поэтому он, как правило, писал картины малых форматов на популярные темы. Его произведения представляли собой небольшие кабинетные фотографии, часто жанровые работы, пейзажи и картины на библейские сюжеты.

### Работы

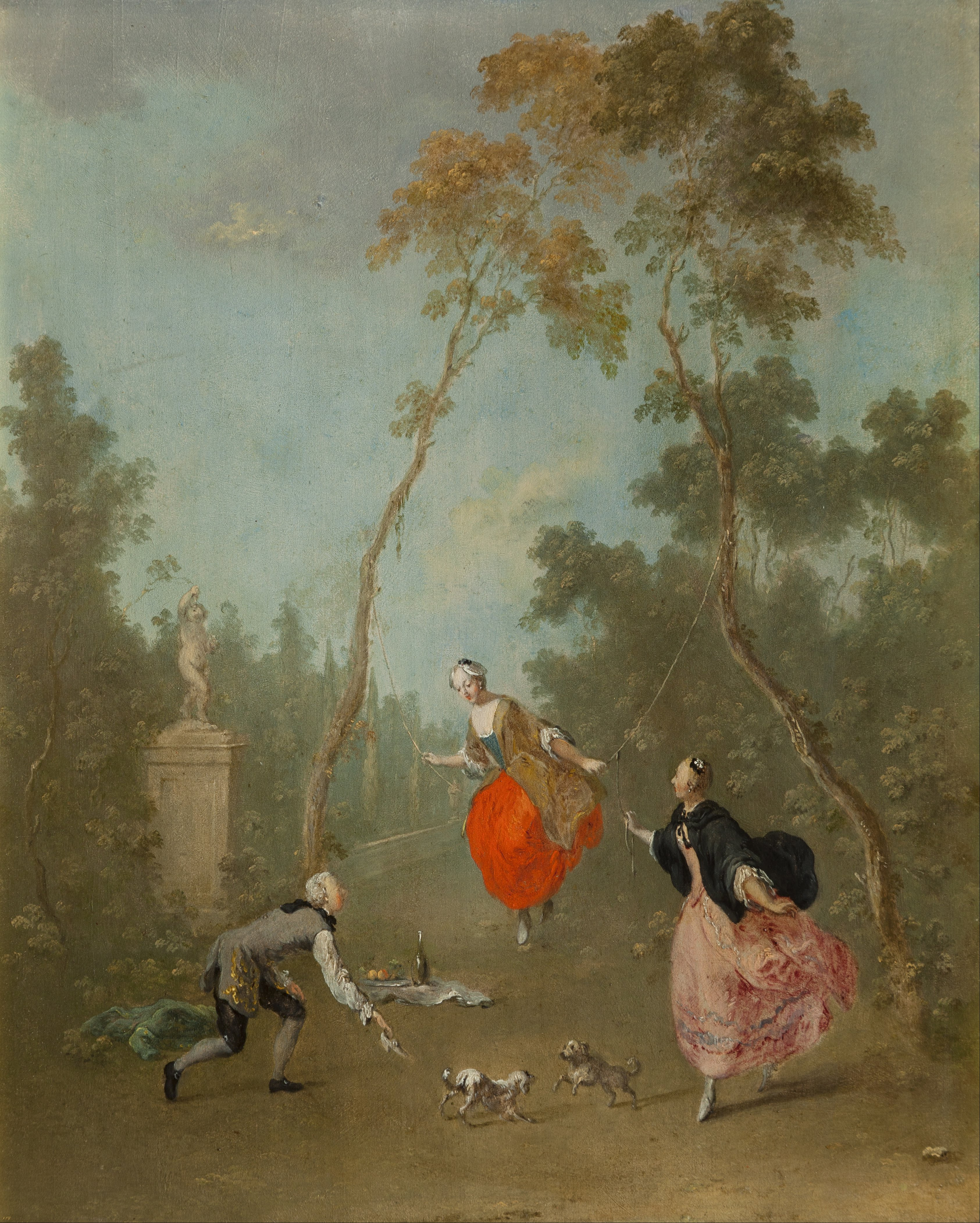
Дама на качелях (1760)
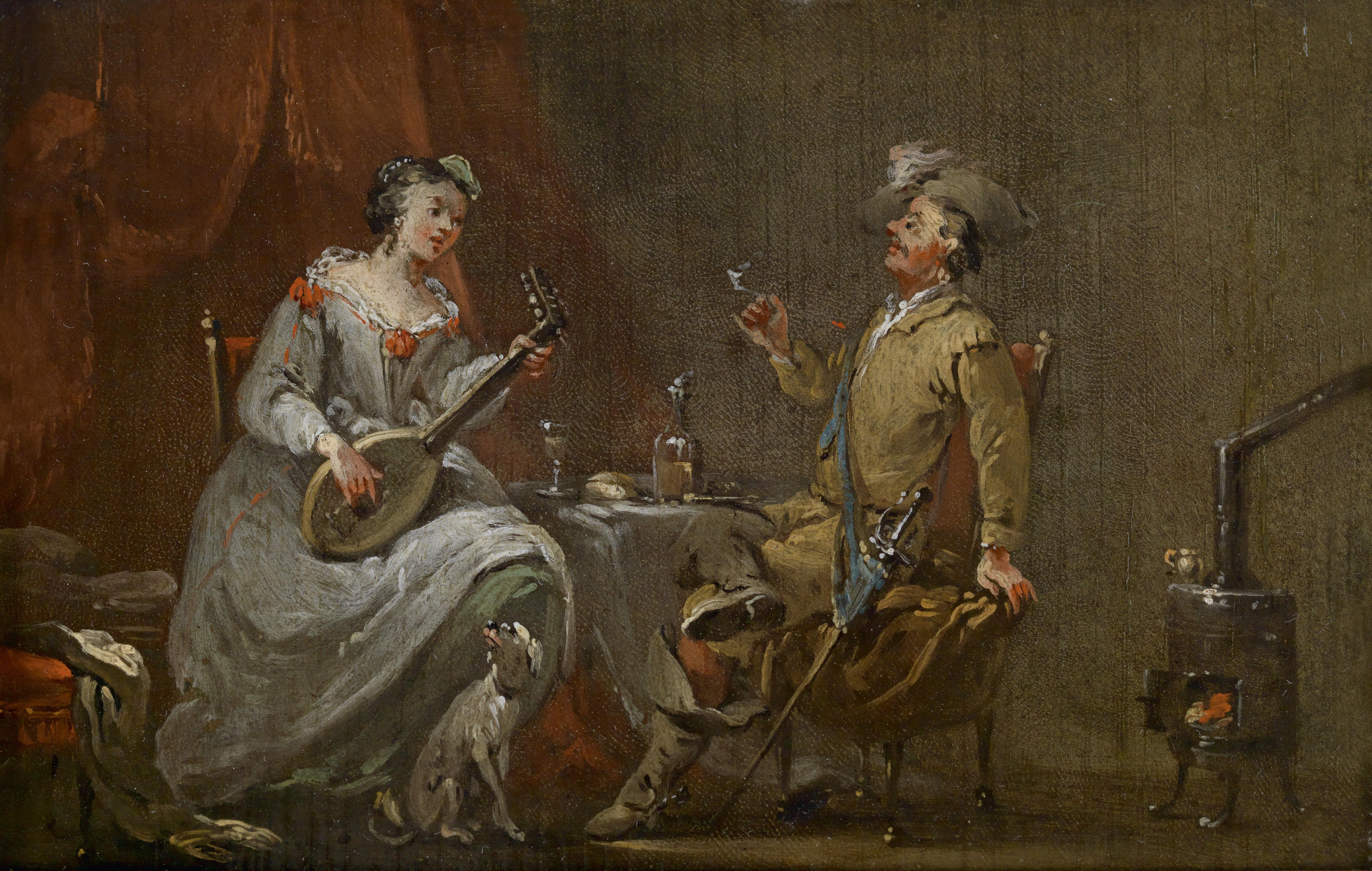
Кавалер и лютнистка (1767)
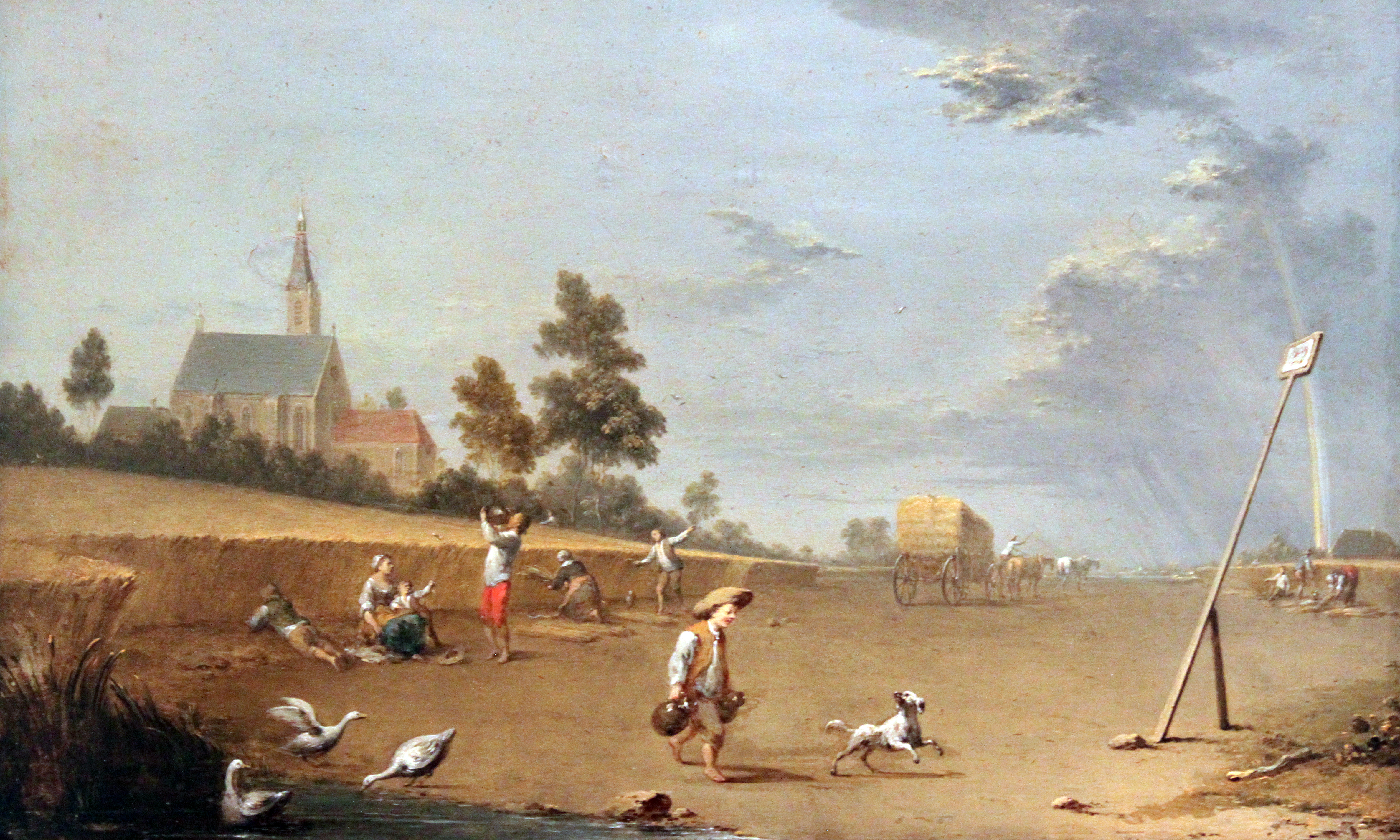
Урожай (1750)
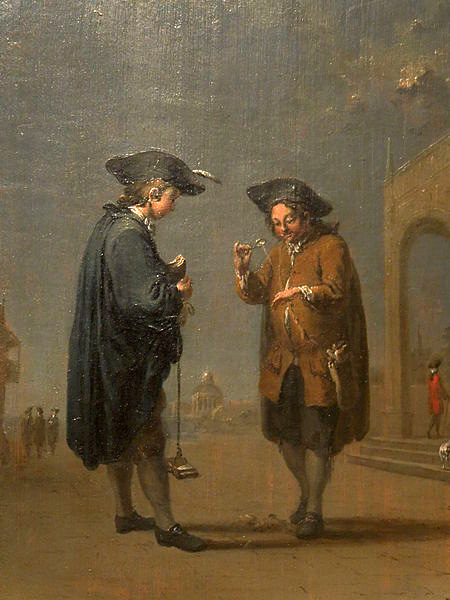
Два студента (1760)